# 姜絅
姜絅（1486年—？），字幼章，號方竹，浙江金華府蘭谿縣人，民籍，明朝政治人物。

## 生平
正德十一年（1516年）丙子科浙江鄉試第六十二名舉人，十二年（1517年）中式丁丑科會試第二十一名，二甲第七十五名進士。工部觀政，授南京刑部主事，升員外郎、郎中，改北京工部郎中，回籍。

## 家族
曾祖姜仕毅，徽州府經歷；祖父姜璽，義官；父姜芳，大理寺司務。母朱氏。永感下。兄姜綽、姜純。